# ليمور أحمر
ليمور أحمر أو هبّار أحمر أو ليمور بني غامق أو ليمور شمالي ذو واجهة حمراء (الاسم العلمي: Eulemur rufus)، نوع من الرئيسيات ويتبع جنس الليمور الحقيقي وفصيلة الليموريات. موطنه في مدغشقر.